# Абрамовское сельское поселение (Воронежская область)
Абрамовское се́льское поселе́ние — муниципальное образование в Таловском районе Воронежской области Российской Федерации.
Административный центр — посёлок Абрамовка.

## История
Статус и границы сельского поселения установлены Законом Воронежской области от 2 декабря 2004 года № 88-ОЗ «Об установлении границ, наделении соответствующим статусом, определении административных центров муниципальных образований Грибановского, Каширского, Острогожского, Семилукского, Таловского, Хохольского районов и города Нововоронеж».
Законом Воронежской области от 30 ноября 2015 года № 163-ОЗ, были преобразованы, путём их объединения Абрамовское, Абрамовское 2-е и Еланское сельские поселения — в Абрамовское сельское поселение с административным центром в посёлке Абрамовка.

## Население
| 2010  | 2012  | 2013  | 2014  | 2015  | 2016  | 2017  |
| ----- | ----- | ----- | ----- | ----- | ----- | ----- |
| 3393  | ↘3304 | ↗3308 | ↘3291 | ↘3243 | ↗4375 | ↘4239 |
| 2018  |       |       |       |       |       |       |
| ↘4164 |       |       |       |       |       |       |

## Состав сельского поселения
| №  | Населённый пункт | Тип населённого пункта          | Население |
| -- | ---------------- | ------------------------------- | --------- |
| 1  | Абрамовка        | посёлок, административный центр | ↘3363     |
| 2  | Абрамовка        | село                            | ↘423      |
| 3  | Еланка           | посёлок                         | 353       |
| 4  | Знаменка         | село                            | ↘61       |
| 5  | Нива             | посёлок                         | 13        |
| 6  | Новитченко       | посёлок                         | 106       |
| 7  | Осинки           | посёлок                         | 179       |
| 8  | Солонцовка       | посёлок                         | 214       |
| 9  | Сороковой        | посёлок                         | 17        |
| 10 | Хлебороб         | посёлок                         | 72        |

## Археология
В 2000 году Скифо-Сарматская экспедиция у села Хлебороб при проведении охранных раскопок поселения и курганного могильника эпохи бронзы исследовала срубную постройку с обильными свидетельствами металлургического производства и энеолитические курганы с кромлехами. В одном из курганов нашли воинское погребение скифского времени с греческим мечом-махайрой. Это самый восточный из известных комплекс среднедонской культуры.